# Os Blancos
Os Blancos (galicisch und offiziell; spanisch Blancos) ist eine spanische Gemeinde (Concello) mit 716 Einwohnern (Stand: 2024) in der Provinz Ourense der Autonomen Gemeinschaft Galicien.

## Geografie
Os Blancos liegt am südlichen Rand der Provinz Ourense nahe der Grenze zu Portugal ca. 40 Kilometer südsüdöstlich der Provinzhauptstadt Ourense.
Umgeben wird Os Blancos von den vier Nachbargemeinden:
| Porqueira        | Xinzo de Limia                              |        |
| Calvos de Randín | Kompassrose, die auf Nachbargemeinden zeigt |        |
|                  |                                             | Baltar |

Der Río Airoa, ein Nebenfluss des Lima, entspringt im südwestlichen Teil des Gemeindegebiets und durchfließt es in West-Ost-Richtung. Südlich des Tals erstreckt sich die Serra de Gomariz, teilweise mit vielen eng beieinanderliegenden Bergspitzen mit höchsten Erhebungen bis zu 1178 m. Nördlich des Tals befindet sich eine Hochebene auf einer Höhe zwischen etwa 800 m und 900 m mit höheren Erhebungen wie beispielsweise der O Carme da Veiga (984 m), der As Cavadas (906 m) und der Castelo de Ouvigo (906 m). Höhere Erhebungen gibt es im Südwesten der Gemeinde mit dem Pena Loba (1258 m). Das felsige Substrat besteht aus paläozoischen Materialien (Gneise und Granite), die ein für Wälder und Bergwiesen geeignetes Land hervorbringen. Die Baumformationen sind geprägt durch die Fülle von Laubbäumen (Eichen und Kastanien), die über die Gemeinde verteilt sind, wobei die oberen Gemeindegrenzen von Nadelbäumen wie Waldkiefern eingerahmt werden. Die natürlichen Wiesen und insbesondere das Ackerland befinden sich im zentralen Bereich, der dem Flusslauf des Airoa am nächsten liegt.

## Bevölkerungsentwicklung der Gemeinde
Legende: Blancos___Os Blancos

Quelle: INE-Archiv – grafische Aufarbeitung für Wikipedia
Nach einem Anwachsen der Gemeindegröße auf über 3000 Einwohner um 1950 sank die Zahl der Bevölkerung in der Folgezeit bis unter 1000.

## Gemeindegliederung
Die Gemeinde Os Blancos ist in sieben Parroquias gegliedert:
| Parroquias | Patrozinium | Einwohner 2024 | Fläche km² | Dichte Einw./km² | Höhe msnm | Ortskennzahl |
| ---------- | ----------- | -------------- | ---------- | ---------------- | --------- | ------------ |
| Aguís      | San Martiño | 159            | 10,05      | 16               | 841       | 32012010000  |
| Os Blancos | San Breixo  | 143            | 6,16       | 23               | 808       | 32012020000  |
| Covas      | Santiago    | 34             | 10,41      | 3                | 1040      | 32012030000  |
| Covelas    | Santa María | 150            | 7,17       | 21               | 812       | 32012040000  |
| Guntín     | Santa María | 84             | 7,12       | 12               | 860       | 32012050000  |
| Nocedo     | San Cibrao  | 110            | 5,04       | 22               | 650       | 32012060000  |
| Pexeiros   | Santa María | 36             | 1,62       | 22               | 888       | 32012070000  |

Der Sitz der Gemeinde befindet sich in Os Blancos in der gleichnamigen Parroquia.

## Wirtschaft
Die Gemeinde liegt im Weinbaugebiet des Ribeiro.
| Ackerbau, Viehzucht und Fischerei                                                  | 036 | 018,00 |
| Industrie                                                                          | 033 | 016,50 |
| Bauwirtschaft                                                                      | 026 | 013,00 |
| Dienstleistungsbetriebe                                                            | 105 | 052,50 |
| Total                                                                              | 200 | 100,00 |
| * Daten aus dem Statistischen Amt für Wirtschaftliche Entwicklung in Galicien, IGE |     |        |

## Verkehr
Os Blancos liegt fernab von Fernverkehrsstraßen. Die Provinzstraßen OU-1155 und OU-1112 verbinden die Gemeinde mit Xinzo de Limia mit der dortigen Anbindung an die Nationalstraße N-525 und an die Autovía A-52 („Autovía das Rías Baixas“) von Benavente nach Vigo über Ourense. Andere Landstraßen führen nach Baltar, Calvos de Randín und Porqueira.